# 雑賀友洋
雑賀 友洋(さいか ともひろ、1984年5月18日-)は、神奈川県相模原市出身のサッカー選手。ポジションは、DF。弥栄西高校 (現 弥栄高校)では、養父雄仁と同期。法政大学では先輩に秋本倫孝、谷田悠介、田森大己らが、同期に井上平、後輩に本田拓也、向慎一、菊岡拓朗、市川雅彦、福田俊介、土岐田洸平、吉田正樹、稲葉久人らがいる。
弥栄西高校では高校サッカー選手権・神奈川県予選に2年生で準決勝、3年生で決勝まで進むが夢破れた。しかし関東スーパーリーグ（現高円宮杯U-18サッカーリーグ・プリンスリーグ関東）で、流通経済大学付属柏高等学校を破って優勝し、初代王者となった。
法政大学では1年生から開幕よりレギュラーとなるも、後期からは怪我に泣いた。3年生からは不動のセンター・バックとして頭脳的な動きで守備の要となりチームを支えた。第86回天皇杯全日本サッカー選手権大会3回戦では警告2枚で退場となり、ホームの柏レイソルサポーターのブーイングの中、ゆっくりとピッチを出るという不敵な一面を見せた。
FC町田ゼルビアでは、センターバックを本職とするも、ユーティリティー・プレーヤーとしてサイドバック、フォワードでの出場もみられた。足下の技術に優れ精度のあるフリー・キックから得点を挙げた。また高校時代よりペナルティー・キックを外したことがことなく、2008年の地域リーグ決勝大会鳥取予選の矢崎バレンテ戦、石垣島本戦のV・ファーレン長崎戦でのPK戦で得点を決め勝利に貢献した。

## 所属クラブ
- 清新SC/星が丘SC
- 相模原市立弥栄中学校
- 2000年 - 2003年 神奈川県立弥栄西高校 (現 弥栄高校)
- 2003年 - 2007年 法政大学
- 2007年 - 2010年 FC町田ゼルビア
- 2012年 - FC町田ゼルビア・ツヴァイテ

## 個人成績
| 国内大会個人成績 | 国内大会個人成績 | 国内大会個人成績 | 国内大会個人成績 | 国内大会個人成績 | 国内大会個人成績 | 国内大会個人成績 | 国内大会個人成績 | 国内大会個人成績 | 国内大会個人成績 | 国内大会個人成績 | 国内大会個人成績 |
| 年度             | クラブ           | 背番号           | リーグ           | リーグ戦         | リーグ戦         | リーグ杯         | リーグ杯         | オープン杯       | オープン杯       | 期間通算         | 期間通算         |
| 年度             | クラブ           | 背番号           | リーグ           | 出場             | 得点             | 出場             | 得点             | 出場             | 得点             | 出場             | 得点             |
| 日本             | 日本             | 日本             | 日本             | リーグ戦         | リーグ戦         | リーグ杯         | リーグ杯         | 天皇杯           | 天皇杯           | 期間通算         | 期間通算         |
| ---------------- | ---------------- | ---------------- | ---------------- | ---------------- | ---------------- | ---------------- | ---------------- | ---------------- | ---------------- | ---------------- | ---------------- |
| 2007             | 町田             | 4                | 関東1部          | 14               | 3                | -                | -                | -                | -                | 14               | 3                |
| 2008             | 町田             | 4                | 関東1部          | 14               | 4                | -                | -                | -                | -                | 14               | 4                |
| 2009             | 町田             | 4                | JFL              | 20               | 0                | -                | -                | -                | -                | 20               | 0                |
| 2010             | 町田             | 4                | JFL              | 15               | 4                | -                | -                | 0                | 0                | 15               | 4                |
| 2012             | 町田Z            | 4                | 東京都3部        |                  |                  | -                | -                |                  |                  |                  |                  |
| 通算             | 日本             | 日本             | JFL              | 35               | 4                | -                | -                | 0                | 0                | 35               | 4                |
| 通算             | 日本             | 日本             | 関東1部          | 28               | 7                | -                | -                | -                | -                | 28               | 7                |
| 通算             | 日本             | 日本             | 東京都3部        |                  |                  | -                | -                |                  |                  |                  |                  |
| 総通算           | 総通算           | 総通算           | 総通算           | 63               | 11               | 0                | 0                | 0                | 0                | 63               | 11               |

## タイトルなど
- 2003年 第1回U-18関東サッカーリーグ（現高円宮杯U-18サッカーリーグ2014　プリンスリーグ関東）優勝
- 2003年 高校サッカー選手権・神奈川県予選　準優勝
- 2006年 第11回 東京都サッカートーナメント　優勝
- 2006年 第86回天皇杯全日本サッカー選手権　出場
- 2006年 関東大学サッカーリーグ　関東大学選抜Ｂ
- 2007年 関東社会人サッカーリーグ 1部優勝
- 2007年 関東社会人サッカーリーグ  1部 ベストイレブン
- 2007年 第12回 東京都サッカートーナメント 準優勝
- 2008年 関東社会人サッカーリーグ 1部 ベストイレブン